# Queto (Benim)
Queto é uma região do Benim. Se localiza ao redor da cidade de Queto. Foi uma das mais antigas capitais dos iorubás.

## História

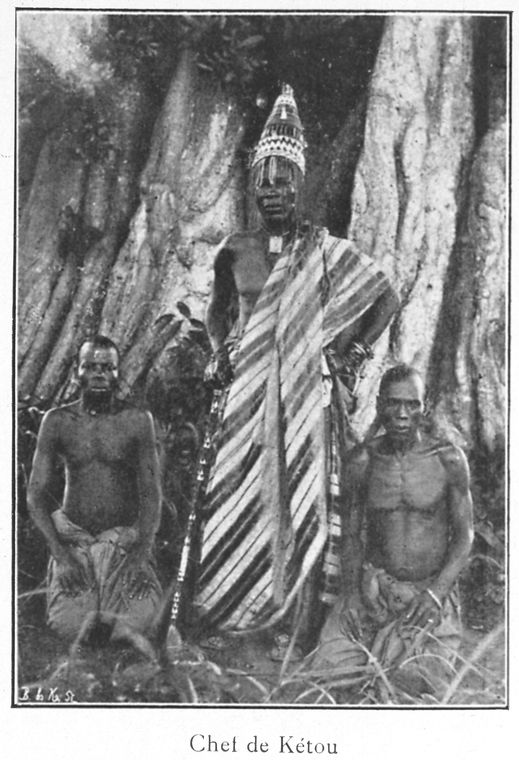
Alaqueto por volta de 1900

Segundo a mitologia iorubá, Queto foi fundada por uma das filhas de Odudua. Os regentes da cidade eram tradicionalmente chamados de "Alaqueto", e se acredita estarem relacionados com o subgrupo dos ebás dos iorubás atuais da Nigéria. Queto é considerado um dos sete reinos originais estabelecidos pelos filhos de Odudua segundo a mitologia do Império de Oió, embora esta crença seja um tanto negligenciada na investigação histórica contemporânea iorubá, que tende a priorizar as comunidades que existem na Nigéria atual. O estatuto exato de Queto dentro do Império de Oió é controverso. Os Eués (termo que significa "ovelhas" em português) referem-se a Queto como Amedzofe ("origem da humanidade") ou Mauufé ("casa do Ser Supremo"). Acredita-se que os habitantes de Queto originalmente pertenciam ao Império de Oió e que foram pressionados para o oeste por uma série de guerras entre os séculos X e XIII. No Queto, os antepassados dos atuais falantes de línguas bês (Fons, Ajás, jejes etc.) separaram-se de outros refugiados e começaram a criar as suas próprias identidades, mas foram pressionados ainda mais para o oeste pelos iorubás durante os séculos XIV e XV. Por volta de 1500, os iorubás transferiram sua capital para Queto.
As fontes de Oió afirmam que Queto era uma dependência que pagava um tributo anual e que seus governantes assistiam ao festival de Bere em Oió. As tradições próprias de Queto, entretanto, não reconhecem nenhuma obrigação a Oió. Em todo caso, não há nenhuma dúvida que Queto e Oió mantiveram relações amigáveis, em decorrência de seus profundos laços culturais, históricos, étnicos e linguísticos. O reino foi um dos principais inimigos do ascendente reino do Daomé, lutando frequentemente contra os daomeanos como parte das forças imperiais de Oió, tendo finalmente sucumbido aos fons na década de 1880, quando o reino foi devastado. Um grande número de cidadãos de Queto foi preso e vendido como escravo durante estas invasões, o que esclarece a importância do reino de Queto na atual religião brasileira do candomblé, onde veio a constituir o seu ramo mais importante: o Candomblé Queto. Em 1893, Queto foi restaurado pelos franceses sob a forma de um protetorado.

### Problemas atuais
Um conflito atual na região começou quando os comerciantes hauçás e iorubas começaram a lutar pelo controle de um mercado popular do alimento no distrito de Queto, nas periferias do norte da cidade nas quintas-feiras. Os iorubas, que são a maioria no sudoeste do país, e os haúças, no norte, são os dois maiores grupos étnicos da Nigéria, e os conflitos entre eles conduziram à renovação do medo e à ameaça para a estabilidade do país mais populoso da África.